# Cole Swindell (альбом)
| Оценки критиков    | Оценки критиков |
| Источник           | Оценка          |
| ------------------ | --------------- |
| AllMusic           | [ 1 ]           |
| Digital Journal    | [ 2 ]           |
| Got Country Online | [ 3 ]           |
| Newsday            | B               |
| Roughstock         | [ 5 ]           |
| USA Today          | [ 6 ]           |

Cole Swindell  — дебютный студийный альбом американского кантри-певца Коула Суинделла, вышедший 18 февраля 2014 года на лейбле Warner Bros. Nashville. Продюсером были Michael Carter и Jody Stevens. Диск достиг второго места в кантри-чарте Top Country Albums и третьего в Billboard 200, а также получил платиновую сертификацию RIAA. Альбом включает сингл «Chillin' It», достигший № 1 в кантри-чарте.

## Об альбоме
Альбом получил положительные отзывы музыкальных критиков и интернет-изданий: USA Today, AllMusic, Newsday, Roughstock, Digital Journal, Got Country Online.
Альбом дебютировал на третьем месте американского хит-парад Billboard 200 с тиражом 63,000 копий в дебютную неделю (включая 42,000 цифровых загрузок, что позволило альбому занять позицию № 1 в чарте Top Digital Albums). Альбом получил сначала золотую сертификацию RIAA (13 октября 2015), а позднее и платиновую (31 марта 2016). К ноябрю 2016 тираж альбома превысил 510,400 копий в США.

## Список композиций
| №                   | Название                          | Автор(ы)                                    | Длительность |
| ------------------- | --------------------------------- | ------------------------------------------- | ------------ |
| 1.                  | «Hey Y'all»                       | Cole Swindell Brandon Kinney Michael Carter | 2:50         |
| 2.                  | «Chillin' It»                     | Swindell Shane Minor                        | 3:16         |
| 3.                  | «Swayin'»                         | Rhett Akins Chris DeStefano Ashley Gorley   | 3:27         |
| 4.                  | «Hope You Get Lonely Tonight»     | Swindell Brian Kelley Tyler Hubbard Carter  | 3:48         |
| 5.                  | «Let Me See Ya Girl»              | Swindell Carter Jody Stevens                | 3:08         |
| 6.                  | «Ain't Worth the Whiskey»         | Swindell Josh Martin Adam Sanders           | 3:12         |
| 7.                  | «Brought to You by Beer»          | Swindell Kinney Carter                      | 3:11         |
| 8.                  | «I Just Want You»                 | Swindell Carter Luke Bryan                  | 3:56         |
| 9.                  | «Get Up»                          | Swindell Kinney Jeremy Stover               | 2:41         |
| 10.                 | «A Dozen Roses and a Six-Pack»    | Swindell Sanders Aaron Goodvin              | 4:30         |
| 11.                 | «Down Home Boys»                  | Swindell Carter Minor                       | 2:54         |
| 12.                 | «The Back Roads and the Back Row» | Swindell Carter Tom Shapiro                 | 3:44         |
| Общая длительность: | Общая длительность:               | Общая длительность:                         | 40:37        |

## Позиции в чартах

### Еженедельные чарты
| Чарт (2014—15)                     | Высшая позиция |
| ---------------------------------- | -------------- |
| Канада (Canadian Albums Chart)     | 4              |
| США (Billboard 200)                | 3              |
| США (Billboard Top Country Albums) | 2              |

### Годовые итоговые чарты
| Чарт (2014)                        | Позиция |
| ---------------------------------- | ------- |
| США Billboard 200                  | 63      |
| США Top Country Albums (Billboard) | 11      |

## Синглы
| Год  | Сингл                         | Высшая позиция | Высшая позиция     | Высшая позиция | Высшая позиция | Высшая позиция |
| Год  | Сингл                         | US Country     | US Country Airplay | US             | CAN Country    | CAN            |
| ---- | ----------------------------- | -------------- | ------------------ | -------------- | -------------- | -------------- |
| 2013 | «Chillin' It»                 | 1              | 2                  | 28             | 5              | 38             |
| 2014 | «Hope You Get Lonely Tonight» | 7              | 1                  | 50             | 6              | 74             |
| 2014 | «Ain't Worth the Whiskey»     | 3              | 1                  | 43             | 10             | 62             |
| 2015 | «Let Me See Ya Girl»          | 9              | 2                  | 59             | 8              | 99             |

## Сертификации
| Регион | Сертификация | Продажи |
| --- | ------------ | ------- |
| США (RIAA) | Платиновый   | 510,400 |
| * Данные о продажах приведены только на основе сертификации. ^ Данные о тиражах приведены только на основе сертификации. |              |         |